# Markaryds socken
Markaryds socken i Småland ingick i Sunnerbo härad i Finnveden och området ingår sedan 1971 i Markaryds kommun och motsvarar från 2016 Markaryds distrikt i Kronobergs län.
Socknens areal är 186,18 kvadratkilometer, varav land 176,74. År 2000 fanns här 6 001 invånare. Tätorten Timsfors samt tätorten Markaryd med sockenkyrkan Markaryds kyrka ligger i socknen.

## Administrativ historik
Markaryds socken har medeltida ursprung. 
Vid kommunreformen 1862 övergick socknens ansvar för de kyrkliga frågorna till Markaryds församling  och för de borgerliga frågorna till Markaryds landskommun. Ur landskommunen utbröts 1916 Markaryds köping som sedan 1960 hela landskommunen uppgick i. Markaryds köping blev senare 1971 en del av Markaryds kommun.
1 januari 2016 inrättades distriktet Markaryd, med samma omfattning som församlingen hade 1999/2000.
Socknen har tillhört samma fögderier och domsagor som Sunnerbo härad. De indelta soldaterna tillhörde Kronobergs regemente, Södra Sunnerbo kompani.

## Geografi
Markaryds socken ligger vid gränsen mot Skåne kring Lagan. Socken består av småkuperad skogsbygd, rik på mossar och ljunghedar och i söder en del småsjöar.

## Fornminnen
En boplats vid Lagan från stenåldern samt några gravrösen från bronsåldern återfinns i socknen. Hylte skans från 1600-talet ligger vid prästgården Ulfsbäck.

## Namnet
Namnet (1350 Madkharydh), taget från kyrkbyn, har ett förled madiker som betyder mask, insekt och efterledet ryd, röjning.

### Fotnoter
1. 1 2 3  Svensk Uppslagsbok Markaryds socken
2. 1 2  Harlén, Hans; Harlén Eivy (2003). Sverige från A till Ö: geografisk-historisk uppslagsbok. Stockholm: Kommentus. Libris 9337075. ISBN 91-7345-139-8
3. ↑  Administrativ historik för Markaryd socken (Klicka på församlingsposten). Källa: Nationella arkivdatabasen, Riksarkivet.
4. 1 2  Sjögren, Otto (1931). Sverige geografisk beskrivning del 2 Östergötlands, Jönköpings, Kronobergs, Kalmar och Gotlands län. Stockholm: Wahlström & Widstrand. Libris 9939
5. 1 2 3  Nationalencyklopedin
6. ↑  Fornlämningar, Statens historiska museum: Markaryds socken
7. ↑  Fornminnesregistret, Riksantikvarieämbetet: Markaryds socken Fornminnen i socknen erhålls på kartan genom att skriva in sockennamn (utan "socken") i "Ange geografiskt område"